# Тимошкин, Александр Михайлович
Александр Михайлович Тимошкин (бел. Аляксандр Міхайлавіч Цімошкін, род. 16 марта 1962, Минск) — советский и белорусский актёр театра и кино, заслуженный артист Республики Беларусь (1999). Известен по главным ролям в художественных фильмах «Было у отца три сына» (1981), «И на камнях растут деревья» (1985), «Наградить (посмертно)» (1986) и др. Создал образы романтических героев, стремящихся осознать и понять жизнь во всей её полноте.

## Биография
Родился 16 марта 1962 года в Минске.
Дебютировал в 1978 году в фильме «Расписание на послезавтра» («Беларусьфильм») в роли восьмиклассника. В 1981 году снялся в одной из главных ролей в телевизионном фильме «Было у отца три сына» («Мосфильм»).
В 1983 году окончил Высшее театральное училище им. Б. В. Щукина (курс Ю. В. Катина-Ярцева).
С 1985 года — актёр театра-студии киноактёра Национальной киностудии «Беларусьфильм».
Озвучивал фильмы на киностудии им. М. Горького. Сотрудничал с Международным французским каналом. 
В августе 2004 год был голосом телеканала ОНТ.
С 2004 года закадровый голос телеканала «Беларусь 1», радиостанции «Радыё Relax».

## Творчество

### Роли в кино
| Год  |   | Название                                  | Роль                            |
| ---- | - | ----------------------------------------- | ------------------------------- |
| 1981 | ф | Было у отца три сына                      | Юрий                            |
| 1982 | ф | Мать Мария                                | Юра                             |
| 1983 | ф | О море, море!..                           | парень                          |
| 1984 | ф | Хроника одного лета                       | Евгений Владимирович Колесников |
| 1985 | ф | И на камнях растут деревья                | Кукша                           |
| 1985 | с | Куда идёшь, солдат?                       | 1 эпизод                        |
| 1985 | ф | Снайперы                                  | 1 эпизод                        |
| 1985 | с | Государственная граница. Год сорок первый | Карпухин                        |
| 1986 | ф | Знак беды                                 | Гончарик                        |
| 1986 | ф | Наградить (посмертно)                     | Юрий Соснин                     |
| 1987 | ф | Осенние сны                               | 1 эпизод                        |
| 1988 | ф | Наш бронепоезд                            | посетитель ресторана            |
| 1989 | ф | Сто солдат и две девушки                  | Николай Угольков                |
| 1989 | ф | Несрочная весна                           | озвучивание: Алексей Дмитриевич |
| 1991 | ф | Защитник                                  | Имя персонажа не указано        |
| 1991 | ф | Седая легенда                             | ротмистр                        |
| 1992 | ф | Вальс золотых тельцов                     | Имя персонажа не указано        |
| 1992 | ф | Свободная зона                            | Имя персонажа не указано        |
| 1993 | ф | Заговор скурлатаев                        | Алексей                         |
| 1993 | ф | Тутэйшия                                  | Ян                              |
| 1993 | ф | У попа была собака…                       | Имя персонажа не указано        |
| 1994 | с | Крест милосердия                          | Вацлав                          |
| 1994 | ф | Цветы провинции                           | председатель                    |
| 1994 | ф | Шляхтич Завальня                          | Янка, племянник Завальни        |
| 1995 | ф | На чёрных лядах                           | Забела                          |
| 1996 | ф | Любить по-русски-2. Женская защита        | Вениамин, сотрудник тюрьмы      |
| 1996 | ф | Птицы без гнезд                           | Имя персонажа не указано        |
| 1997 | ф | Бег от смерти                             | Володя, лейтенант               |
| 1997 | ф | Мытарь                                    | Валентин                        |
| 1998 | с | Контракт со смертью                       | 1 эпизод                        |
| 1998 | ф | Ожог                                      | Имя персонажа не указано        |
| 2000 | ф | Армия спасения                            | Мэрдок, майор                   |
| 2000 | ф | В августе 44-го…                          | Абакумов                        |
| 2001 | ф | Подари мне лунный свет                    | врач                            |
| 2003 | ф | Бальное платье                            | следователь                     |
| 2003 | ф | В июне 41-го (Песня Розы)                 | Имя персонажа не указано        |
| 2003 | ф | Оккупация. Мистерии                       | Николай                         |
| 2005 | ф | Воскресенье в женской бане                | Сергей                          |
| 2005 | с | Обыкновенные истории                      | Имя персонажа не указано        |
| 2007 | ф | Чаклун и Румба                            | генерал                         |
| 2008 | ф | На свете живут добрые и хорошие люди      | 1 эпизод                        |
| 2008 | с | Поединки. Счастье разведчика              | эпизодическая роль              |
| 2009 | с | Террористка Иванова                       | Ляпунов, следователь            |
| 2009 | ф | Золотой автомобиль                        | Иван Горчев                     |
| 2010 | ф | Покушение                                 | военкор Ильин, майор            |
| 2011 | ф | Иго любви                                 | губернатор                      |
| 2020 | ф | Купала                                    | Всеволод Игнатовский            |

### Роли в театре
Театр-студия киноактёра Национальной киностудии «Беларусьфильм»:
- «Заноза» Ф. Саган (режиссёр Модест Абрамов) — Иван.
- «Щелкунчик» Е. Полещенковой по мотивам сказки Гофмана (режиссёр Сергей Полещенков) — Дроссельмейер, Папа Король.
- «Лёгкой жизни никто не обещал» Жана Клода Ислера — Эдуард.

## Необычные факты
- На предварительном прослушивании в Белорусский театрально-художественный институт Александру Тимошкину посоветовали поискать себя в другой профессии. И он не стал поступать в БТХИ, а поступил в Щукинское училище в Москве.
- В трёх фильмах персонажей, сыгранных Александром Тимошкиным, зовут одинаково — Юрием.

## Награды и признание
- Приз «Серебряная ладья» и диплом на VI Норвежском национальном кинофестивале — за роль Кукши в фильме «И на камнях растут деревья» (1985).
- Премия МВД СССР — за роль в фильме «Наградить посмертно» (1987).
- Премия и диплом Союза театральных деятелей Беларуси — за роль в спектакле «Дуэт для солистки».
- Приз и диплом «За лучшую мужскую роль» на фестивале «Молодечненская соковица» (1996) — за роль в спектакле «Мы идём смотреть „Чапаева“»
- Заслуженный артист Республики Беларусь (1999).